# Дискография Ёлки
Статья про артиста: Ёлка
Список наград и номинаций Ёлки
Дискография Российской певицы Ёлки включает в себя восемь студийных альбома, четыре сборника, один видеоальбом и два концертных сборника.
С 2010 по 2012 год выступала судьёй на украинском шоу «X-Фактор». В 2011 году получила большую популярность с песней «Прованс» и стала номинантом в трёх категориях на премии Муз-ТВ 2011 года. Четвёртая студийная работа певицы «Точки расставлены» получила успех как у музыкальных журналистов, так и у публики. получил положительные отзывы от критиков, которые посчитали его лучшим поп-альбомом 2011 года. Такие журналы, как «Афиша», Time Out и Interview внесли пластинку в свои редакционные списки главных альбомов года. «Точки расставлены» также возглавил российский рейтинг продаж альбомов «2М. Россия Топ-25». По итогам 2012 года Ёлка была признана самым ротируемым исполнителем на российских.
Ёлка гастролирует с постоянным составом музыкантов, участники которого также принимают участие в аранжировке её песен. На больших сольных концертах певица выступает с расширенным составом музыкантов: гитарист, басист, клавишник, ударник, диджей и духовые. Также в выступлениях исполнительницы задействован танцевальный коллектив Loonyband, креативная команда которого, возглавляемая Катей Решетниковой, занимается оформлением сцены, видеоряда и постановкой танцевальных номеров для концертов Ёлки. Постоянный концертный состав исполнительницы ранее включал: Владимира Ванцова (гитара), Катю Семёнову (бас) и DJ Lenar. На данный момент состоит из:
- Ёлка — вокал
- Лев Трофимов — клавиши
- Борис — барабаны
- Артём Тильдиков — бас
- Дмитрий Тюзе — гитара
- DJ Lenar — диджей
- Илья Лукашёв — звукорежиссёр

## Студийные альбомы
| Название |
| --- |
| Город обмана - Выпущен: 3 ноября 2005 года - Лейбл: 100PRO, CD Land, Velvet Music, Монолит - Формат: Цифровая дистрибуция        |
| Тени - Выпущен: 2006 год - Лейбл: 100PRO, CD Land, Velvet Music - Формат: Цифровая дистрибуция, ротации                          |
| Этот великолепный мир - Выпущен: апрель 2008 года - Лейбл: CD Land Records, Velvet Music - Формат: Цифровая дистрибуция, ротации |
| Точки расставлены - Выпущен: 18 ноября 2011 года - Лейбл: Velvet Music, Союз Мьюзик - Формат: Цифровая дистрибуция, ротации      |
| #Небы - Выпущен: 17 февраля 2015 года - Лейбл: Velvet Music - Формат: Цифровая дистрибуция, ротации                              |
| Past Perfect - Выпущен: 22 мая 2020 года - Лейбл: Velvet Music - Формат: Цифровая дистрибуция, ротации                           |
| Без обид - Выпущен: 12 ноября 2021 года - Лейбл: Velvet Music - Формат: Цифровая дистрибуция, ротации                            |

### Яаvь
| Название                                                                                        |
| ----------------------------------------------------------------------------------------------- |
| Явь - Выпущен: 7 января 2019 года - Лейбл: Velvet Music - Формат: Цифровая дистрибуция, ротации |

## Концертные альбомы
| Название |
| --- |
| Негромкий концерт - Выпущен: 18 ноября 2012 года - Лейбл: Velvet Music - Формат: Цифровая дистрибуция, ротации |
| #2 - Выпущен: 18 сентября 2015 года - Лейбл: Velvet Music - Формат: Цифровая дистрибуция, ротации              |

## Сборники
| Название                                                                                            |
| --------------------------------------------------------------------------------------------------- |
| Ёлка. Remixes - Выпущен: 2008 год - Лейбл: Velvet Music - Формат: Цифровая дистрибуция              |
| Ёлка. Дуэты - Выпущен: 2008 год - Лейбл: Velvet Music - Формат: Цифровая дистрибуция                |
| Ёлка. The Best Hits - Выпущен: 2008 год - Лейбл: Velvet Music - Формат: Цифровая дистрибуция        |
| Ненастоящая любовь - Выпущен: 2014 год - Лейбл: 100Pro, Velvet Music - Формат: Цифровая дистрибуция |

## Видеоальбомы
| Название                                                                          |
| --------------------------------------------------------------------------------- |
| Ёлка DVD - Выпущен: 2007 год - Лейбл: Velvet Music - Формат: Цифровая дистрибуция |

## Синглы

### Саундтреки
- 2005 — Правдивая история Красной Шапки — Песенка Красной шапки
- 2007 — Скалолазка и Последний из Седьмой колыбели (Я знаю!)
- 2012 — Краплёный
- 2012 — Любовь с акцентом! — (Хочу)
- 2012 — Подружки — (Прованс, Я в печали)
- 2012 — Схватка — (Звёзды, звёзды (feat. Мегаполис)
- 2013 — Процесс
- 2013 — Сашатаня — (На большом воздушном шаре)
- 2013 — Вот это любовь! (Прованс, Одна)
- 2014 — Физрук — (Около тебя, Сука Любовь)
- 2014 — Подарок с характером — (Всё зависит от нас)
- 2014 — Анжелика — Хочу
- 2015 — «Без границ» — «Моревнутри»
- 2015 — «Про любовь» — «Лети, Лиза»
- 2024 — «Последний богатырь. Наследие» — «Нечего терять»

## Песни

### Ёлка
- «Город обмана» (2004)
- «Девочка в Пежо» (2005)
- «Хорошее настроение» (2005)
- «I Want to Be a Movie Star» (2005)
- «Две розы» (2006)
- «Девочка-студентка» (2006)
- «Террор» (2006)
- «Наводнение» (2006)
- «Горы» (2006)
- «Мальчик-красавчик» (2007)
- «Точки — города» (2007)
- «Не падай духом» (2008)
- «Доброе утро» (2008)
- «Твои слова» (2009) — не вошедшие в альбом
- «Сны» (2009) — не вошедшие в альбом
- «Прованс» (2010)
- «На большом воздушном шаре» (2011)
- «Мальчик» (с Павлом Волей) (2011)
- «Около тебя» (2011)
- «Цепи-ленты» (2012)
- «Хочу» (2012)
- «Звёзды, звёзды» (с группой Мегаполис) (2012)
- «Тело офигело» (2013)
- «Новый мир» (с Жарой) (2013)
- «Лети, Лиза» (2013)
- «Нам не понять» (с Noize MC) (2013)
- «У неба есть мы» (со Змеем) (2014)
- «Ты знаешь» (с Бурито) (2014)
- «Всё зависит от нас» (2014)
- «Нарисуй мне небо» (2014)
- «Моревнутри» (2015)
- «Грею счастье» (2015)
- «Праздник к нам приходит!» (2015)
- «Навсегда» (2016)
- «Шанс» (с L’one) (2016)
- «Будь со мной рядом» (с BANEV!) (2016)
- «С любимыми не расставайтесь!» (2016) (с группой Мумий тролль)
- «Впусти музыку» (2017)
- «Мир открывается» (2017)
- «На коленке» (2018)
- «Начинается с тебя» (с Burito) (2018)
- «До солнца» (с Loc-Dog’ом) (2018)
- «Вот это да!» (2018)
- «Мир открывается» (2018)
- «Делай любовь» (с Звонким & Рем Дигга) (2018)
- «Спаси меня» (с Звонким) (2018)
- «Где ты» (2018)
- «Шоколадка» (2019)
- «Скучаю» (2019)
- «Остаюсь» (2019)
- «В каждом из нас» (с Артёмом Пивоваровым) (2019)
- «Спасибо за всё, мам» (с Мари Краймбрери) (2019)
- «Комната» (25/17 Cover) (2020)
- «#Поприколу» (с Бастой) (2020)
- «Мне легко» (2020)
- «Из окон» (2020)
- «Любовь во время чумы» (с группой 25/17) (2020)
- «Не наговаривай» (с RSAC) (2020)
- «Фонтан» (с группой 25/17) (2020)
- «Времена не выбрать» (с Звонким) (2020)
- «Крылья» (с PLC) (2020)
- «Новогодний вайб» (с Мари Краймбрери) (2020)
- «Всё произойдёт» (2020)
- «Друг» (с Ofilyan) (2021)
- «Не брошу на полпути» (2021)
- «Выдохни» (2021)
- «Яблоко» (с IOWA) (2021)
- «Нечего терять» (2021)
- «Космос» (2021)
- «Моя звезда» (2021)
- «Без обид» (2021)
- «Новый год» (2021)
- «Уберегу ли тебя» (2022)
- «Заново» (2022)

### Яavь
- «Один в поле воин» (2017)
- «Вылечи мою любовь» (2018)
- «Ничего не говори мне» (2018)
- «Не спеши» (2019)
- «Крылья» (2020)
- «Не хватает» (2020)
- «Девочка» (с Ёлкой) (2021)
- «Вселенная» (2022)

## Чарты
| Год  | Название                                             | Чарты                      | Чарты                              | Чарты                                       | Чарты                               | Чарты                             | Чарты                      | Чарты                      | Альбом                |
| Год  | Название                                             | СНГ (Tophit Общий Топ-100) | Россия (Tophit Московский Топ-100) | Россия (Tophit Санкт-Петербургский Топ-100) | Украина (Tophit Украинский Топ-100) | Украина (Tophit Киевский Топ-100) | Audience Choice TopHit 100 | СНГ (Tophit Годовой общий) | Альбом                |
| ---- | ---------------------------------------------------- | -------------------------- | ---------------------------------- | ------------------------------------------- | ----------------------------------- | --------------------------------- | -------------------------- | -------------------------- | --------------------- |
| 2005 | «Девочка в Пежо»                                     | 132                        | 147                                | —                                           | —                                   | —                                 | —                          | —                          | Город обмана          |
| 2005 | «Рассвет» (feat. Мастер ШЕFF)                        | 253                        | —                                  | —                                           | —                                   | —                                 | —                          | —                          | Тени                  |
| 2005 | «Город обмана» (feat. Ария)                          | 231                        | —                                  | —                                           | —                                   | —                                 | —                          | —                          | Город обмана          |
| 2005 | «Хорошое настроение»                                 | 56                         | 57                                 | —                                           | —                                   | —                                 | 131                        | 189                        | Город обмана          |
| 2005 | «I Want To Be A Movie Star»                          | 176                        | 110                                | —                                           | —                                   | —                                 | 243                        | —                          | Город обмана          |
| 2006 | «Две розы»                                           | 133                        | —                                  | —                                           | —                                   | —                                 | 56                         | —                          | Город обмана          |
| 2006 | «Девочка-студентка»                                  | 17                         | 48                                 | —                                           | —                                   | —                                 | 27                         | 66                         | Тени                  |
| 2006 | «Террор»                                             | 240                        | 145                                | —                                           | —                                   | —                                 | 227                        | —                          | Тени                  |
| 2006 | «Наводнение»                                         | 99                         | 104                                | —                                           | —                                   | —                                 | 142                        | —                          | Тени                  |
| 2006 | «Горы»                                               | 40                         | 92                                 | —                                           | —                                   | —                                 | 85                         | —                          | Этот великолепный мир |
| 2007 | «Мальчик-красавчик»                                  | 51                         | 105                                | —                                           | —                                   | —                                 | 26                         | —                          | Этот великолепный мир |
| 2007 | «Точки-города»                                       | 94                         | —                                  | —                                           | —                                   | —                                 | 34                         | —                          | Этот великолепный мир |
| 2008 | «Не падай духом»                                     | 58                         | 102                                | —                                           | —                                   | —                                 | 35                         | —                          | Этот великолепный мир |
| 2009 | «Твои слова»                                         | 154                        | —                                  | —                                           | —                                   | —                                 | 56                         | —                          | ТВА                   |
| 2009 | «Сны»                                                | 151                        | —                                  | —                                           | —                                   | —                                 | 33                         | —                          | ТВА                   |
| 2010 | «Прованс»                                            | 1                          | 1                                  | 1                                           | 1                                   | 1                                 | 1                          | 1                          | Точки расставлены     |
| 2011 | «На большом воздушном шаре»                          | 1                          | 5                                  | 4                                           | 3                                   | 3                                 | 1                          | 8                          | Точки расставлены     |
| 2011 | «Мальчик»                                            | 109                        | —                                  | —                                           | —                                   | —                                 | 13                         | —                          | Точки расставлены     |
| 2011 | «Около тебя»                                         | 1                          | 1                                  | 1                                           | 1                                   | 1                                 | 1                          | 1                          | Точки расставлены     |
| 2012 | «Цепи-ленты»                                         | 23                         | 28                                 | 33                                          | 65                                  | 26                                | 5                          | 54                         | Точки расставлены     |
| 2012 | «Хочу»                                               | 8                          | 26                                 | 16                                          | 2                                   | 2                                 | 5                          | 109                        | #Небы                 |
| 2012 | «Звёзды, звёзды» (feat. Мегаполис)                   | 143                        | —                                  | —                                           | —                                   | —                                 | 77                         | —                          | Неальбомный сингл     |
| 2013 | «Тело офигело»                                       | 94                         | —                                  | —                                           | —                                   | —                                 | 7                          | —                          | #Небы                 |
| 2013 | «Новый мир» (feat. Жара)                             | 163                        | —                                  | —                                           | —                                   | —                                 | 35                         | —                          | Неальбомный сингл     |
| 2013 | «Лети, Лиза»                                         | 16                         | 29                                 | 34                                          | 11                                  | 7                                 | 4                          | 133                        | #Небы                 |
| 2013 | «У неба есть мы» (feat. Змей)                        | 212                        | —                                  | —                                           | 516                                 | —                                 | 177                        | —                          | Неальбомный сингл     |
| 2014 | «Ты знаешь» (feat. Бурито)                           | 1                          | 1                                  | 3                                           | 10                                  | 18                                | 5                          | 5                          | #Небы                 |
| 2014 | «Нарисуй мне небо»                                   | 9                          | 13                                 | 18                                          | 1                                   | 1                                 | 1                          | 24                         | #Небы                 |
| 2015 | «Пара»                                               | 19                         | 36                                 | 41                                          | —                                   | —                                 | 6                          | 94                         | #Небы                 |
| 2015 | «Моревнутри»                                         | 162                        | —                                  | —                                           | —                                   | —                                 | 32                         | —                          | #Небы                 |
| 2015 | «Грею счастье»                                       | 1                          | 5                                  | 1                                           | 8                                   | 7                                 | 1                          | 3                          | ТВА                   |
| 2016 | «Навсегда»                                           | 22                         | 28                                 | 50                                          | 46                                  | 49                                | 1                          | 97                         | ТВА                   |
| 2016 | «Будь со мной рядом» (feat. Banev!)                  | 173                        | —                                  | —                                           | 694                                 | 728                               | 34                         | —                          | ТВА                   |
| 2016 | «С любимыми не расставайтесь» (feat. Илья Лагутенко) | 77                         | 144                                | —                                           | 465                                 | 380                               | 197                        | —                          | ТВА                   |
| 2017 | «Впусти музыку»                                      | 10                         | 20                                 | —                                           | 127                                 | 118                               | 1                          | —                          | ТВА                   |
| 2017 | «Шанс» (feat. L'One)                                 | 185                        | —                                  | —                                           | 711                                 | 1205                              | 268                        | —                          | ТВА                   |

«—» — песня отсутствовала в чарте

## Видеоклипы
| Год  | Название клипа              | Режиссёр                                                                             | Оператор                       | Примечания                                                              |
| ---- | --------------------------- | ------------------------------------------------------------------------------------ | ------------------------------ | ----------------------------------------------------------------------- |
| 2004 | Город обмана                | Владилен Разгулин                                                                    |                                |                                                                         |
| 2005 | Девочка в маленьком Пежо    |                                                                                      |                                |                                                                         |
| 2005 | I Want To Be A Movie Star   | Влад Валов                                                                           | Вячеслав Лазарев               |                                                                         |
| 2005 | Хорошее настроение          | Кевин Джексон                                                                        | Роман Васьянов                 |                                                                         |
| 2006 | Девочка-студентка           | Евгений Митрофанов                                                                   |                                | Клип воссоздаёт эпизод съемок из х/ф «Иван Васильевич меняет профессию» |
| 2006 | Наводнение                  | Владилен Разгулин                                                                    |                                |                                                                         |
| 2007 | Мальчик-красавчик           | Влад Валов и Евгений Митрофанов                                                      |                                |                                                                         |
| 2008 | Доброе утро                 |                                                                                      |                                |                                                                         |
| 2008 | Не падай духом              | Владилен Разгулин                                                                    |                                |                                                                         |
| 2009 | Твои слова                  | Сергей Ткаченко                                                                      |                                |                                                                         |
| 2010 | Прованс                     | Сергей Ткаченко                                                                      |                                |                                                                         |
| 2011 | На большом воздушном шаре   | Сергей Ткаченко                                                                      | Алексей Хорошко                |                                                                         |
| 2011 | Мальчик                     | Сергей Ткаченко                                                                      |                                | с Павлом Волей                                                          |
| 2011 | Бросай                      | Татьяна Раш                                                                          | Анастасия Жукова               | Также выпущен клип в 2012 году                                          |
| 2011 | Около тебя                  | Игорь Шмелёв                                                                         |                                |                                                                         |
| 2012 | Цепи-ленты                  | Алексей Ракитин                                                                      |                                |                                                                         |
| 2012 | Хочу                        | Резо Гигинеишвили                                                                    |                                |                                                                         |
| 2013 | Тело офигело                | Сергей Ткаченко                                                                      |                                |                                                                         |
| 2013 | Новый мир                   | Руслан Пелых                                                                         | Игорь Волков                   | с экс-участником группы «Песочные Люди» Жара                            |
| 2013 | Лети, Лиза                  | Александр Стеколенко                                                                 |                                |                                                                         |
| 2014 | Ты знаешь                   | Игорь Бурнышев                                                                       | Саша Ларин                     | с солистом группы «Бурито»                                              |
| 2014 | Всё зависит от нас          | Fresh Film                                                                           | Михаил Галустян                | саундтрек к фильму «Подарок с характером»                               |
| 2014 | Нарисуй мне небо            | Игорь Бурнышев                                                                       | Саша Ларин                     |                                                                         |
| 2015 | Пара                        | Игорь Шмелёв                                                                         |                                |                                                                         |
| 2015 | #Моревнутри                 | Резо Гигинеишвили                                                                    |                                | Саундтрек к фильму «Без границ» того же режиссёра                       |
| 2015 | Грею счастье                | Ольга Ефремова                                                                       | Игорь Шмелёв                   | Съёмки клипа прошли в одном из московских музеев искусства.             |
| 2015 | Праздник к нам приходит!    |                                                                                      |                                | Песня к новогодней рекламе Coca-Cola 2015 года.                         |
| 2016 | Отпусти                     | Александр Ларин                                                                      | Александр Ларин, Кирилл Киреев | с DJ Грувом                                                             |
| 2016 | Навсегда                    | Инберг Кэт                                                                           | Инберг Кэт                     |                                                                         |
| 2016 | Будь со мной рядом          | Алексей Ракитин                                                                      | Алексей Ракитин                |                                                                         |
| 2016 | С любимыми не расставайтесь | Тимур Бекмамбетов, Александр Котт, Вадим Перельман, Индар Джендубаев, Андрей Шавкеро |                                | с Ильёй Лагутенко, саундтрек к фильму «Ёлки 5»                          |
| 2017 | Шанс                        | Мария Унжакова                                                                       | Павел Беклемишев               | с L'One                                                                 |
| 2017 | А я тебя нет                | Маргарита Саяпина                                                                    | Елена Щурова                   | с Михаилом Идовым, саундтрек к сериалу «Оптимисты»                      |
| 2017 | Впусти музыку               | Катя Решетникова                                                                     |                                |                                                                         |
| 2017 | Мир открывается             | Сергей Ткаченко                                                                      |                                |                                                                         |
| 2018 | На коленке                  | Илья Ипатов                                                                          |                                | Актёры: Александр Лицкевич, Евгения Синицкая, кот Рыжик                 |
| 2018 | До солнца                   | Медет Шаяхметов                                                                      | Мадиар Сатыбалдиев             | с Loc-Dog                                                               |
| 2018 | Вылечи мою любовь           | Максим Нестерович                                                                    | Стас Ваганов                   | Ёлка / Яаvь                                                             |
| 2018 | Домой                       |                                                                                      |                                | Mood Video                                                              |
| 2018 | Один в поле воин            |                                                                                      |                                | Ёлка / Яаvь                                                             |
| 2018 | Не виноват                  | Дмитрий Фадеев                                                                       | Кирилл Грошев                  | с Big Russian Boss                                                      |
| 2018 | Делай любовь                | Давид Бинтсене                                                                       | Александр Дмитриев             | с Звонким & Рем Дигга                                                   |
| 2019 | Остаюсь                     | Андрей Тревгода                                                                      |                                |                                                                         |
| 2019 | Давай летай                 | Ольга Третьякова                                                                     |                                | с Dilemma                                                               |
| 2019 | Спаси меня                  |                                                                                      |                                | с Звонким                                                               |
| 2019 | На малютке-планете          | Serghey Grey                                                                         |                                |                                                                         |
| 2020 | Комната (25/17 cover)       | Полина Лимье                                                                         | Глеб Неупокоев                 |                                                                         |
| 2020 | Мне легко                   | Serghey Grey                                                                         | Евгений Млюков                 |                                                                         |
| 2020 | Из окон                     | Резо Гигинеишвили, Овез Нарлыев                                                      | Пётр Братерский                |                                                                         |
| 2020 | Не спеши                    |                                                                                      |                                | Mood Video — Ёлка / Яаvь                                                |
| 2020 | Не наговаривай              |                                                                                      |                                | с RSAC                                                                  |
| 2020 | Времена не выбирать         | Овез Нарлыев                                                                         | Пётр Братерский                | с Звонким, саундтрек к фильму «Гости из прошлого»                       |
| 2020 | Новогодний вайб             | Serghey Grey                                                                         | Денис Панов, Евгений Млюков    | с Мари Краймбрери, Mood Video                                           |
| 2021 | Девочка                     | Маша Жемчужина                                                                       |                                | Ёлка / Яаvь                                                             |
| 2021 | Не брошу на полпути         | Степан Коршунов                                                                      | Вячеслав Лисневский            | саундтрек к фильму «Мастер»                                             |
| 2021 | Выдохни                     | Анна Козлова                                                                         |                                | Mood Video                                                              |
| 2021 | Яблоко                      |                                                                                      |                                | с IOWA                                                                  |
| 2021 | Нечего терять               |                                                                                      |                                |                                                                         |
| 2022 | Вселенная                   |                                                                                      |                                | Mood Video — Ёлка / Яаvь                                                |